# هلن (واحد)

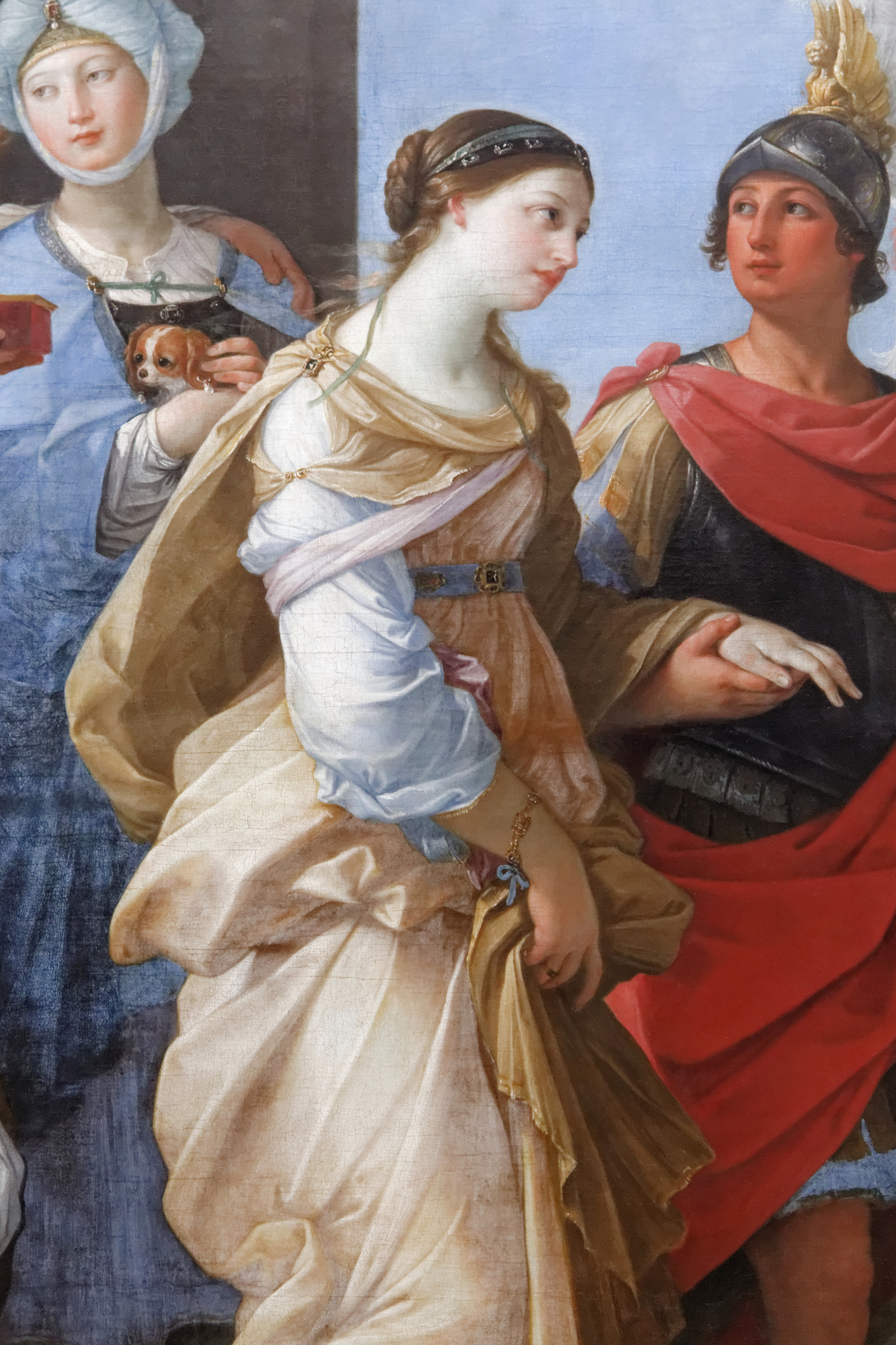
هلن در حال فرار به سهوی تروآ به همراه پاریس، نقاشی اثر گیدو رنی

هلن (انگلیسی: Helen) یکای اندازه‌گیری طنزآمیزی برای سنجیدن زیبایی یک چهره است و عبارت است از تعداد کشتی جنگی‌ای که به‌خاطر آن چهره برای جنگ به آب می‌افتد. این عبارت از نمایشنامهٔ دکتر فاستوس (چاپ ۱۵۹۲ میلادی) اثر کریستوفر مارلو گرفته شده است:
این همان چهره‌ای است که یک هزار کشتی جنگی را به آب انداخت و برج‌های لیوم (تروا) را به آتش کشید؟— دکتر فاستوس، پرده پنج صحنه اول
بنا بر این یک میلی‌هلن برابر است با میزان زیبایی لازم برای به آب انداختن یک کشتی.

## ابداع
آیزاک آسیموف در مجموعه‌ای از لطایف و شعرهای طنز که در سال ۱۹۹۲ چاپ شد می‌گوید که این واحد را او در دههٔ ۱۹۴۰ (یعنی وقتی که دانشجو بود) ابداع کرده است.
در سال ۱۹۵۸، آر.سی. وینتون در نامه‌ای به مجلهٔ نیو ساینتیست پیشنهاد می‌کند که واحد میلی‌هلن به عنوان زیبایی لازم جهت به آب انداختن یک کشتی وضع شود.
در پاسخ به این نامه، پی. لاکوود می‌نویسد که وضع این واحد را ادگار ج. وستبری قبلاً پیشنهاد کرده است و مقادیر منفی آن را نیز تعریف کرده است، به این صورت که مقدار ‎-۱ میزان زشتی‌ای است که جهت غرق کردن یک کشتی لازم است.
قدیمی‌ترین اشاره چاپی به این واحد در شمارهٔ ۲۳ ژوئن ۱۹۵۴ در مجله پانچ آمده است و به یک «استاد فلسفهٔ طبیعی» نسبت داده شده است.

## کاربرد
- در فصل دو از کتاب ایلیاد، فهرستی مبسوط از جنگ‌سالاران جنگ تروا و کشتی‌هایشان آمده است. بنا بر این فهرست، یونانی‌ها برای جنگ با تراوا با خودشان ۱٬۱۸۶ کشتی آوردند، که به این ترتیب زیبایی خود هلن در واقع ۱٫۱۸۶ هلن است، یعنی زیبایی او بیش از یک هزار کشتی را به آب انداخته.
- در فیلم عروس شاهزاده (۱۹۸۷) به کارگردانی راب راینر، شاهزاده هامپردینک به پرنسس باترکاپ (با بازی رابین رایت) قول می‌هد که چهار تا از سریع‌ترین کشتی‌هایش را برای پیدا کردن وزلی او ارسال کند، بنابر این زیبایی باترکاپ برابر چهار میلی‌هلن است.